# Lion Air
PT Lion Mentari Airlines, que opera como Lion Air, es la mayor aerolínea de bajo costo en Indonesia y la primera de Asia en ofertar vuelos con asientos tanto en clase turista como business, con base en Yakarta, Indonesia. Lion Air también vuela a Malasia, Singapur, Vietnam y Arabia Saudita. Su base de operaciones principal es el Aeropuerto Internacional Soekarno-Hatta, Yakarta. Opera vuelos regulares de pasajeros en su extensa red doméstica con 42 destinos con 226 vuelos diarios (en diciembre de 2009).
Al igual que muchas otras aerolíneas indonesias, Lion Air está en la lista de aerolíneas prohibidas en la UE debido a motivos de seguridad desde diciembre de 2015.

## Historia
La aerolínea fue fundada en 1999 y comenzó a operar el 30 de junio de 2000, cuando inició los vuelos regulares de pasajeros entre Yakarta y Pontianak usando un Boeing 737-200. Es propiedad de Rusdi Kirana y su familia. La aerolínea se está planteando actualmente convertirse en miembro IATA, así como convertirse en la segunda aerolínea Indonesia miembro de IATA tras Garuda Indonesia.
A comienzos de 2010, Lion Air incrementó el número de vuelos a Jeddah hasta alcanzar las cinco frecuencias semanales. Esta ruta estaba servida por dos Boeing 747-400 que contaban con 496 plazas cada uno.

### Lion Air Australia
En enero de 2008, Lion Air anunció sus planes de comenzar a operar desde Australia. La nueva aerolínea, que se llamaría Lion Air Australia, tenía planeado operar como una aerolínea de vuelos de cabotaje e internacionales. No ha vuelto a haber nuevas noticias desde entonces.

## Destinos
Lion Air vuela a los siguientes destinos (a diciembre de 2012):

### Asia del Este
- China
  - Guangzhou
  - Hangzhou
  - Shanghái
- Hong Kong
  - Aeropuerto Internacional de Hong Kong

### Asia del Sureste
- Timor
  - Dili
- Indonesia

- - Ambon
  - Balikpapan
  - Banda Aceh
  - Bandar Lampung
  - Bandung
  - Banjarmasin
  - Batam
  - Bengkulu
  - Berau
  - Denpasar
  - Gorontalo
  - Yakarta  (Hub)
  - Jambi
  - Jayapura
  - Kendari
  - Kupang
  - Lombok
  - Luwuk
  - Makassar
  - Malang
  - Manado
  - Manokwari
  - Maumere
  - Medan
  - Medan
  - Merauke
  - Padang
  - Palangkaraya
  - Palembang
  - Palu
  - Pangkalpinang
  - Pekanbaru
  - Pontianak
  - Semarang
  - Solo
  - Sorong
  - Surabaya (Hub)
  - Tanjung Pandan
  - Tanjung Pinang
  - Tarakan
  - Ternate
  - Waingapu
  - Yogyakarta

- Malasia
  - Kuching
  - Kuala Lumpur
  - Penang
- Filipinas
  - Dávao
- Singapur
- Tailandia
  - Bangkok
- Vietnam
  - Ho Chi Minh City
  - Hanói

### Asia del Oeste
- Arabia Saudí
  - Jeddah[8]

## Flota

### Flota Actual
La flota de Lion Air incluye, a enero de 2024, las siguientes aeronaves en servicio o bajo pedido:

### Modernización
- El 26 de mayo de 2005, Lion Air firmó un acuerdo preliminar con Boeing para la adquisición de hasta sesenta aviones Boeing 737 Next Generation, valorados en 3.900 millones de dólares. Estos reemplazarán la flota actual y permitirán continuar su expansión. Posteriormente, en julio de 2005, Lion Air firmó un contrato por treinta Boeing 737-900ER, con opción a treinta adicionales. Puede tener hasta 215 plazas en configuración de clase única, y estarán motorizados por motores turbofán CFM56-7B26.
- El 17 de julio de 2006, Lion Air anunció que había convertido sus opciones por treinta Boeing 737-900ER en pedir en firme (aumentando el pedido hasta las 60 aeronaves), con entregas desde comienzos de 2010 hasta 2012.
- El 27 de abril de 2007, Boeing entregó el primer Boeing 737-900ER a Lion Air, cliente de lanzamiento. El avión fue entregado con un esquema de pintura especial dual que combina el león de la marca Lion Air en el estabilizador vertical y los colores de la librea de Boeing en el fuselaje.
- El 18 de junio de 2007, Lion Air anunció en el Paris Air Show pedidos por 40 Boeing 737-900ER adicionales aumentando el pedido hasta los cien aparatos.
- El 4 de diciembre de 2007, Lion Air anunció un pedido adicional de 22 737-900ER, hasta incrementar el pedido a los 122 aviones.
- El 19 de febrero de 2008, durante el Singapore Airshow de 2008, Lion Air pidió 56 Boeing 737-900ER, incrementando el pedido hasta las 178 aeronaves.
- El 19 de noviembre de 2008, Lion Air firmó un acuerdo de entendimiento por diez ATR72-500 nuevos más diez opciones, designando el avión para ser operado por Wings Air. Los nuevos aviones comenzaron su entrega en 2009.
- Lion Air es una de las siete primeras aerolíneas en incorporar el nuevo Boeing Sky Interior del 737 desde finales de 2010.[12]
- El 14 de febrero de 2012, Lion Air finalizó un pedido en firme de 201 Boeing 737 MAX y 29 Boeing 737-900ER Next Generation (rango extendido). El acuerdo, anunciado por primera vez en noviembre pasado en Indonesia, también incluye derechos de compra de un 150 aviones adicionales.
- El 18 de marzo de 2013, Lion Air firma un acuerdo con el consorcio europeo Airbus por la compra de 234 aeronaves tipo Airbus A320neo, Airbus A321neo y Airbus A320ceo por un total de 18.400 millones de euros. Este acuerdo es considerado como el más importante, tanto en número de aparatos como en importe, en la historia de la aviación comercial.[13] A pesar del acuerdo, la compañía Airbus nunca entregó aviones de estos modelos a la aerolínea Lion Air, por lo que se desconoce el estado actual del pedido.

## Incidentes y accidentes
Lion Air ha sufrido dos incidentes y tres accidentes, dos de los cuales fueron fatales, desde su fundación en 1999.
- El 14 de enero de 2002, el vuelo 386 de Lion Air, un Boeing 737-200 se estrelló al despegar, quedando inservible. Aunque hubo numerosos heridos, no hubo que lamentar ninguna muerte.
- El 30 de noviembre de 2004, el vuelo 538 de Lion Air, un McDonnell Douglas MD-82 se estrelló en Surakarta, muriendo 25 personas.
- El 9 de marzo de 2009, el vuelo 793 de Lion Airlines, un McDonnell Douglas MD-90-30 (registro PK-LIL) se salió de la pista en el aeropuerto internacional Soekarno-Hatta. Nadie resultó herido.
- El 13 de abril de 2013, el vuelo 904 de Lion Air, un Boeing 737-800 con 101 pasajeros terminó en el mar después de despistar en su intento de aterrizaje en el aeropuerto de la isla de Bali, todos sus ocupantes incluyendo tripulación y pasajeros sobrevivieron al siniestro. Las autoridades del aeropuerto balinés señalaron en un principio que a bordo del avión viajaban 172 pasajeros, aunque más tarde Lion Air informó que el pasaje estaba compuesto por un total de 95 personas adultas, cinco niños y un bebé.
- El 28 de octubre de 2018, el vuelo 610 de Lion Air, operado con un Boeing 737 MAX 8 de tan solo 2 meses de antigüedad se estrella en el mar en las cercanías de Yakarta trece minutos después del despegue, a bordo iban 189 pasajeros y ninguno sobrevivió.[15]